# Алисън Ноел
Алисън Ноел (на английски: Alyson Noël) е американска писателка на бестселъри в жанра фентъзи, паранормален любовен роман, съвременен роман и чиклит.

## Биография и творчество
Алисън Ноел е родена на 3 декември 1965 г. в Лагуна Бийч, Калифорния, САЩ. Най-малката сестра от три дъщери. Родителите ѝ се развеждат, когато е на 12 години, а на нея и се налага да работи като детегледачка и продавач в универсален магазин, за да се издържат. Тогава сред многото книги, които чете, среща романа на писателката Джуди Блум „Има ли Бог? Това съм аз, Маргарет“, и мечтае и тя да стане писател.
След завършване на гимназията живее известно време на остров Миконос, Гърция. Работила е като административен сътрудник, офис мениджър, производител на бижута и като чиновник на рецепция в хотел.
През 2001 г. се омъжва за Санди Уилсън. Връща се в САЩ и се мести в Манхатън, Ню Йорк, където работи като стюардеса авиокомпания „Delta“.
Заедно с работата си посещава курсове по творческо писане, и с течението на времето с постоянство, амбиция и труд, постига своята мечта. Първата ѝ книга „Faking 19“ (Фалшифициране 19) е публикувана през 2005 г. Той разглежда темата за начина на живот на тийнейджърите днес.
През 2009 г. е публикуван фентъзи романът „Вечна“ от емблематичната ѝ поредица „Безсмъртните“. Главна героиня е 16-годишната Евър, която получава дарбата да чете мислите и да вижда аурата на хората, след загубата на семейството си. Дарбата ѝ пречи в живота, докато не среща новия си съученик – Деймън Огъст – красив, потаен и талантлив. Тяхната връзка я въвежда в опасно приключение, в което тя ще търси истината за своята дарба и нейното използване. Романът остава в списъците на бестселърите на „Ню Йорк Таймс“ в продължение на година. Поредицата се превръща в международен бестселър и я прави световноизвестна. Удостоена е с редица литературни награди.
През 2010 г. е публикуван романът ѝ „Radiance“ (Сияние) от поредицата „Райли Блум“, в която главната героиня е мъртвата сестра на Евър.
През 2012 г. е издаден романът ѝ „Fated“ (Обречен) от поредицата „Търсачи на души“. През същата година е екранизиран във филма „The Soul Seekers“ с участието на Крис Кустодио, Оутъм Хармън и Джон Кубин.
Произведенията на писателката често са в списъците на бестселърите. Те са преведени на 36 езика, издадени са в повече от 50 страни и в над 6 милиона екземпляра по света.
Алисън Ноел живее със семейството си в Лагуна Бийч, Ориндж Каунти, Калифорния.

## Произведения

### Самостоятелни романи
- Faking 19 (2005)
- Art Geeks and Prom Queens (2005)
- Laguna Cove (2006)
- Fly Me to the Moon (2006)
- Kiss & Blog (2007)
- Saving Zoe (2007)
- Cruel Summer (2008)
- Five Days of Famous (2016)
- The Bone Thief (2017)

### Серия „Безсмъртните“ (Immortals)
1. Evermore (2009)
Вечна, изд.: „Софтпрес“, София (2010), прев. Маргарита Терзиева
2. Blue Moon (2009)
Синя луна, изд.: „Софтпрес“, София (2010), прев. Маргарита Терзиева
3. Shadowland (2009)
Страна на сенките, изд.: „Софтпрес“, София (2010), прев. Яна Маркова
4. Dark Flame (2010)
Тъмен пламък, изд.: „Софтпрес“, София (2010), прев. Яна Маркова
5. Night Star (2010)
Нощна звезда, изд.: „Софтпрес“, София (2011), прев. Яна Маркова
6. Everlasting (2011)

### Серия „Райли Блум“ (Riley Bloom)
1. Radiance (2010)
2. Shimmer (2011)
3. Dreamland (2011)
4. Whisper (2012)

### Серия „Търсачи на души“ (Soul Seekers)
- Daire Meets Ever (2012) – предистория

1. Fated (2012)
2. Echo (2012)
3. Mystic (2013)
4. Horizon (2013)

### Серия „Красиви идоли“ (Beautiful Idols)
1. Unrivaled (2016)
2. Blacklist (2017)
3. Infamous (2018)

### Сборници
- „Evermore“ (Безсмъртните) в Kisses from Hell (2010) – с Кели Армстронг, Франческа Лиа Блок, Кристин Каст и Ришел Мийд

### Екранизации
- 2012 The Soul Seekers